# Spotify Kids
Spotify Kids es una aplicación móvil que permite a los niños navegar por Spotify mientras les proporciona a sus padres controles parentales. La aplicación también incluye contenido seleccionado para niños, como audiolibros, canciones de cuna y cuentos para dormir. Solo los suscriptores del plan de suscripción Premium Family de Spotify pueden acceder a la aplicación, que se ha descrito como un método para aumentar las suscripciones al plan.

## Función
Spotify Kids es una aplicación móvil que permite a los niños navegar por Spotify con controles parentales. Con la aplicación, los padres pueden ver el historial de escucha de sus hijos, bloquear canciones específicas y compartir listas de reproducción con sus hijos. La aplicación también incluye canciones para cantar, listas de reproducción diseñadas para niños pequeños y audiolibros seleccionados, canciones de cuna y cuentos para dormir. El acceso está incluido en el plan de suscripción Premium Family de Spotify y es exclusivo para los suscriptores del plan. Los usuarios pueden configurar la aplicación para un grupo de edad específico en el primer lanzamiento.
Las listas de reproducción de Spotify Kids están seleccionadas por grupos como Discovery Kids, Nickelodeon, Universal Pictures y The Walt Disney Company. Todo el contenido de la aplicación Spotify Kids está seleccionado por editores. En marzo de 2021, había aproximadamente 8000 canciones disponibles en la plataforma.
El diseño de la aplicación Spotify Kids es colorido y la interfaz de usuario varía según el grupo de edad para el que está configurada la aplicación.

## Lanzamiento
Spotify Kids está disponible para iOS y Android. Después de una prueba beta en Irlanda en octubre de 2019, se lanzó como versión beta en el Reino Unido el 11 de febrero de 2020. Posteriormente se lanzó en Suecia, Dinamarca, Australia, Nueva Zelanda, México, Argentina y Brasil. El 31 de marzo de 2021 estuvo disponible en Francia, Canadá y Estados Unidos.